# Heidemarie
Heidemarie ist ein weiblicher Vorname.

## Herkunft und Bedeutung
Der Name ist aus den Teilnamen Heide und Marie zusammengesetzt. Beides können Kurzformen der Namen Heidrun und Maria sein.

## Bekannte Namensträgerinnen
- Heidemarie Beyer (* 1949), deutsche Politikerin (SPD)
- Heidemarie Berger (* 1944), deutsche Politikerin (SPD)
- Heidemarie Cammerlander (* 1942), österreichische Politikerin (Grüne)
- Heidemarie Ehlert (* 1950), deutsche Politikerin (Die Linke)
- Heidemarie Hatheyer (1918–1990), österreichische Schauspielerin
- Heidemarie Koch (1943–2022), deutsche Iranistin
- Heidemarie Leingang (1960–2022), österreichische Schriftstellerin
- Heidemarie Lüth (* 1946), deutsche Politikerin (PDS)
- Heidemarie Martha Stefanyshyn-Piper (* 1963), US-amerikanische Astronautin
- Heidemarie Mundlos (* 1956), deutsche Politikerin (CDU)
- Heidemarie Reineck (* 1952), deutsche Schwimmerin
- Heidemarie Rest-Hinterseer (* 1959), österreichische Politikerin (Grüne)
- Heidemarie Scherweit-Müller (1943–2014), deutsche Politikerin (SPD)
- Heidemarie Scheuch-Paschkewitz (* 1959), hessische Politikerin (Die Linke)
- Heidemarie Steiner (* 1944), deutsche  Eiskunstläuferin
- Heidemarie Theobald (1938–2021), deutsche Schauspielerin
- Heidemarie Unterreiner (1944–2025), österreichische Politikerin (FPÖ)
- Heidemarie Wenzel (* 1945), deutsche Schauspielerin
- Heidemarie Wieczorek-Zeul (* 1942), deutsche Politikerin (SPD)
- Heidemarie Wright (* 1951), deutsche Politikerin (SPD)
- Heidemarie Wycisk (* 1949), deutsche Leichtathletin